# Huancayo
Huancayo es una ciudad peruana, capital del distrito y de la provincia homónimos, y a la vez del departamento de Junín. Fue fundada como pueblo de indios con el nombre de Santísima Trinidad de Huancayo, el 1 de junio de 1572, por Jerónimo de Silva. Está localizada en el valle del Mantaro y es atravesada por los ríos Shullcas, Chilca y Mantaro. Está situada en la región Quechua, región natural entre los 2300 y 3500 m s. n. m. pues se encuentra a 3250 m s. n. m. Es la sexta ciudad más poblada del Perú según el INEI. Es el centro económico y social del centro del Perú.
La zona fue habitada por los huancas alrededor del 500 a. C., quienes luego formarían el llamado reino huanca. Fueron incorporados al Imperio incaico, convirtiéndose en un punto de parada a lo largo del Qhapaq Ñan, la sección que atraviesa la ciudad, que hoy se denomina calle Real. A la llegada de los conquistadores españoles, los huancas se convirtieron en fieles y acérrimos aliados, participaron en la toma del Cuzco y las batallas contra los incas de Vilcabamba. El actual escudo de armas de Huancayo representa el apoyo que se brindó a los conquistadores.

## Etimología
La voz Wankayuq se compone de la raíz wanka (‘piedra’) y el sufijo derivativo -yuq (‘el que tiene’), morfema común en otras toponimias del valle del Mantaro. En ese sentido, una traducción del nombre sería 'el lugar con la piedra'. Esta teoría se acompaña con una tradición oral de dicha ciudad que señalaba que en la localización de la actual plaza Huamanmarca, existía en los inicios de la población una piedra ovalada de considerables dimensiones. Actualmente no existe dicha roca ni indicios de su emplazamiento.

## Historia

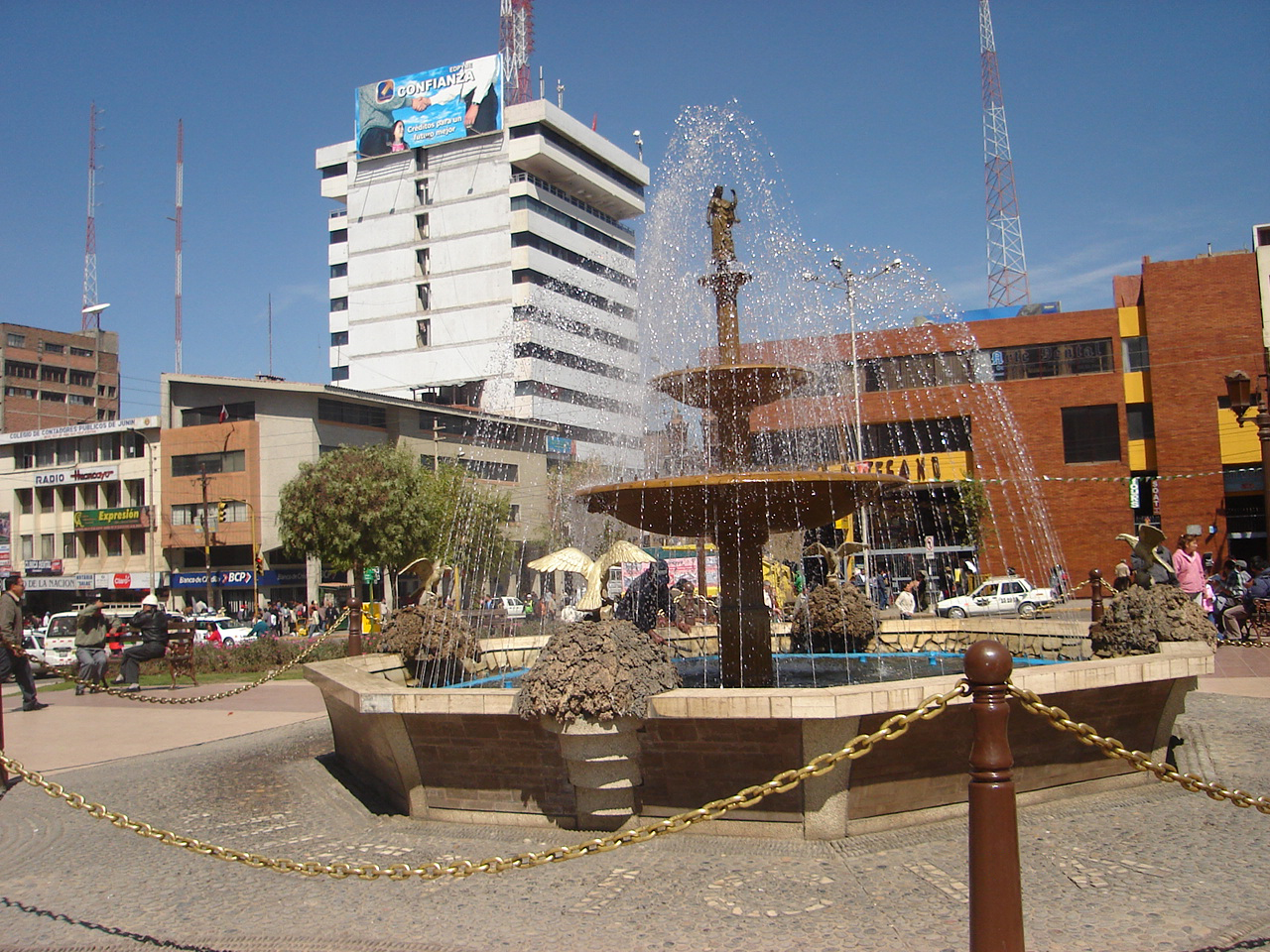
Pileta de la plaza de la Constitución.

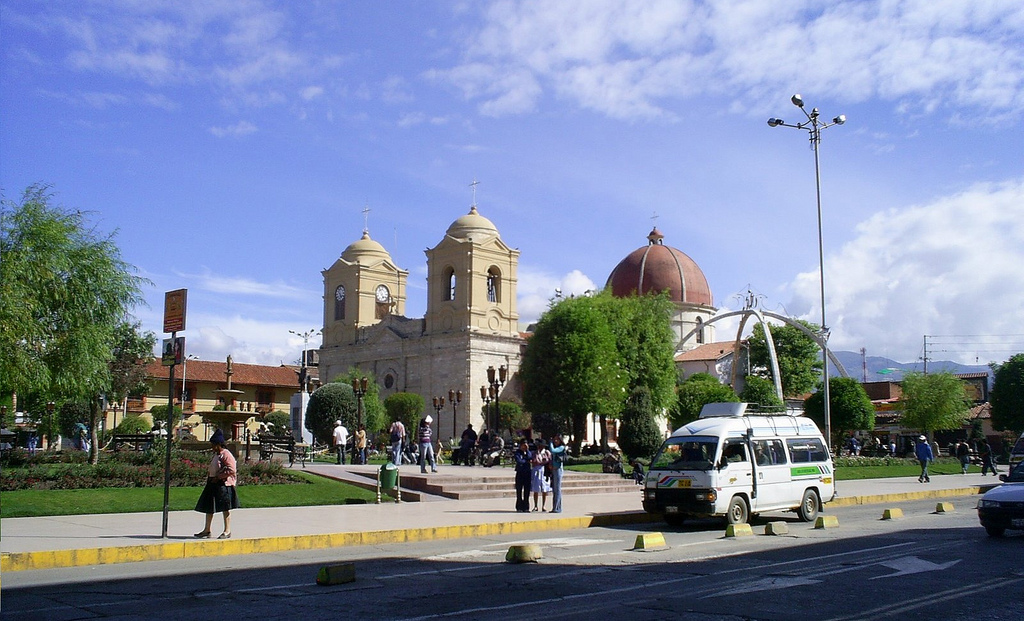
Plaza de la Constitución.

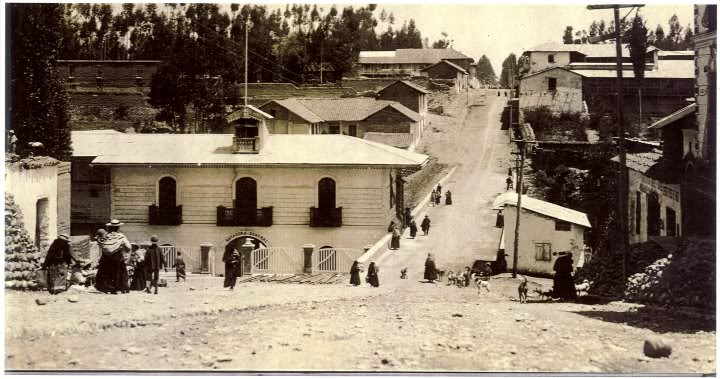
Huancayo en la primera mitad del.

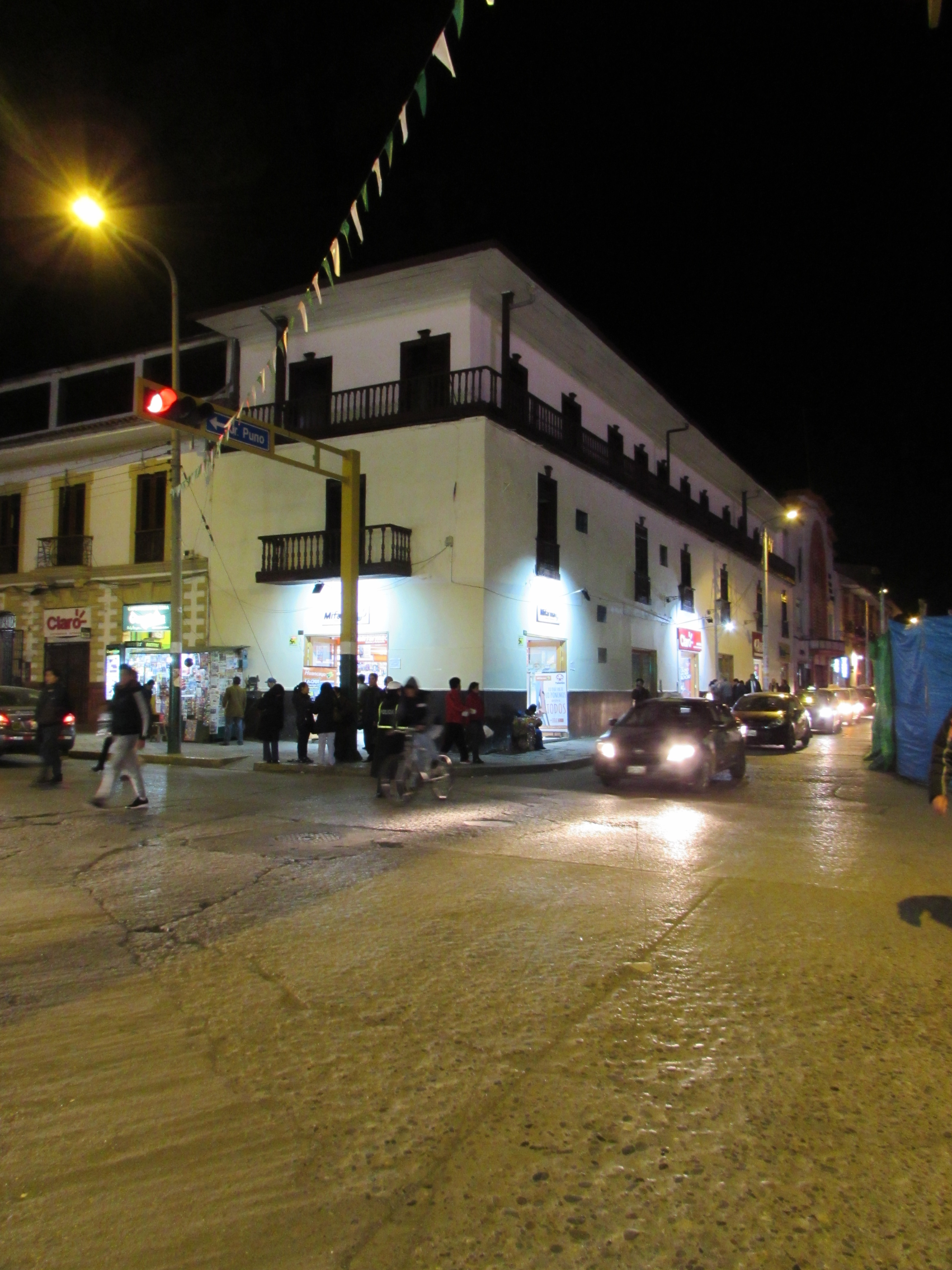
El Hotel Internacional, después llamado Tivoli y Palermo, fue el primer hotel de Huancayo.

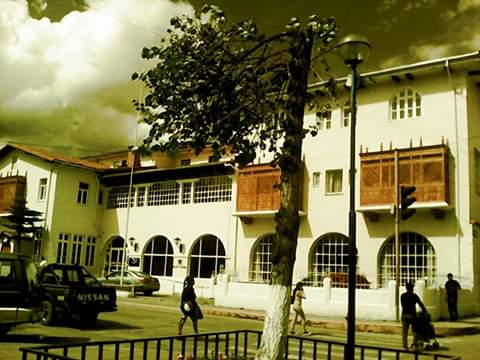
El Hotel de Turistas de Huancayo.

### Época prehispánica
Antiguamente, la zona se encontraba habitada por la nación huanca hacia el 1200 a. C. aproximadamente, quienes tuvieron fama de aguerridos e indómitos guerreros. Su actividad principal era la agricultura. Los Wankas eran una nación cuya antigüedad se desconoce. Se desarrolló en las zonas centro y sur del valle del Mantaro, en especial al lado este del río Mantaro, y en la zona noroeste (actuales distritos de Áhuac y Huáchac) donde se encuentran las ruinas de un centro poblado y fortaleza en la cumbre del cerro Watury. Posteriormente se inicia el periodo de aislamiento y crecimiento de este pueblo. Los restos arqueológicos de Cotocoto (actual distrito de Chilca) y Ocopilla (actual zona este del distrito de Huancayo) atestiguan ese periodo.
Fue la cultura Wari, cuyo centro principal se ubica en lo que es hoy el departamento de Ayacucho, la primera que, hacia el siglo VI, inició su expansión hacia el norte. Los pueblos de la zona centro del valle formaron parte de lo que se conoció como imperio Wari. De esa época son los restos del poblado de huari de Huarivilca. La caída de este imperio fue seguida del surgimiento de otra cultura, la cultura Inca. 
Hacia 1460, bajo el mandato del inca Pachacútec, los incas tomaron control de la región y la anexaron a su imperio. La resistencia de los wankas, así como la política de culturización de los incas (basada en la introducción de su religión y de su idioma), causó que en esta zona no se diera una convivencia pacífica sino que más bien sea una zona de constante convulsión y represión por parte de los cusqueños. Sin embargo, a pesar de la resistencia de la fortaleza de Watury, el valle fue aprovechado por su fertilidad y la zona fue utilizada como uno de los pasos principales del camino inca que se dirigía al norte hacia las ciudades de Cajamarca y Quito.
La tradición oral señala que existía un Tambo inca (posada en el trayecto del Qhapaq Ñan), ubicada a una jornada del camino de Jauja al sur. Frente a dicho tambo, en la orilla del llamado río Florido (hoy entubado) que existía un peñón de forma ovalada de considerables dimensiones usada como adoratorio que sería el punto inicial desde donde se desarrolló la ciudad de Huancayo.

### Época colonial y fundación de la ciudad
Durante la colonización, las fuerzas españolas comandadas por Francisco Pizarro iniciaron su viaje rumbo a la ciudad del Cusco (capital del imperio Inca) por los Andes. En ese viaje se realizó la fundación de la ciudad de Jauja y su establecimiento temporal como primera capital del nuevo territorio. Esto se realizó con fines políticos para tener alianzas con tribus del lugar. En ese momento existió un acuerdo entre los conquistadores y los indígenas xauxas para lograr la derrota de las fuerzas incaicas que defendían el centro y sur del Valle del Mantaro. Muestra de esta colaboración es el actual escudo de armas de Huancayo que le fue otorgado por el mismo rey Felipe II a pesar de que en esos momentos, Huancayo aún no existía ni como aldea. Los indígenas ayudaron a las fuerzas conquistadores a cambio de un blasón. 
El 1 de junio de 1572, Huancayo fue fundada no como ciudad sino como «pueblo de indios» por Jerónimo de Silva y advocada (dedicada) a la Santísima Trinidad, tomando el nombre de «Santísima Trinidad de Huancayo». Luego de ello, y a pesar de que seguía siendo un tambo o posada de los viajeros, el Virrey Francisco de Toledo la hizo centro de Encomienda con diversos ayllus distribuidos a su alrededor: ayllu Huamanmarca, Cajas, Tambo, Auquimarca, Hualahoyo, Plateros y otro más. Desde esos tiempos, la ciudad se formó alrededor del camino inca, situación que se mantiene en la actualidad donde esa vía es actualmente la calle Real que cruza de norte a sur la ciudad y se constituye en el centro de su organización y su vida.
El 8 de noviembre de 1580, se inició la construcción de una pequeña capilla llamada "Santísima Trinidad de Huamanmarca" (en reemplazo de la roca que servía como adoratorio). Esta iglesia fue terminada en el año 1619 pero de ella no existen restos. Los terremotos y el paso del tiempo causaron serios estragos en su estructura. Para el año 1861 estaba totalmente en ruinas y finalmente se vino abajo con el terremoto en 1876, las pinturas fueron llevadas a la capilla de la Merced, ubicada 500 metros más al norte, los registros de nacimiento se conservan desde 1712, intactos en los archivos parroquiales.
En 1616 el cronista Felipe Guamán Poma de Ayala pasó por Huancayo, relató que había encontrado ahí un tambo y casas de españoles dedicados al arrieraje.
El templo matriz (actual Catedral de Huancayo) fue construido en un terreno que donaron vecinos notables. Su construcción comenzó el 18 de marzo de 1799 y fue terminado el 18 de marzo de 1831. La plaza donde se sitúa la catedral se llamaba antiguamente plaza del Comercio y actualmente se llama plaza Constitución en homenaje a la jura que se realizó en Huancayo en 1813 de la firma de la Constitución Liberal de Cádiz de 1812. Este acto quedó conmemorado en una placa que se instaló en el frente de un edificio construido a fines del siglo XVIII que posteriormente sería el primer hotel de la ciudad y que fue declarado monumento histórico en 1989.

### Guerra de la independencia
Durante la etapa de la independencia, el coronel realista Marcelo Granados (Gobernador de Huancayo) se unió a los patriotas y Huancayo proclamó y juró su independencia nacional el 20 de noviembre de 1820 (8 meses antes de la proclamación de la independencia por el general José de San Martín). En su trayecto para tomar la capital del virreinato desde los Andes, el general Juan Antonio Álvarez de Arenales y su ejército pasaron por el valle rumbo a Pasco. En Huancayo se reaprovisionó y continuó su viaje hacia el norte. Luego de la partida de ese contingente, la ciudad quedó desprotegida. El brigadier realista Mariano Ricafort avanzó hacia la ciudad. El general San Martín envió al sargento mayor José Félix Aldao para que dirija la milicia y las montoneras que se habían agrupado en Huánuco, se sumaron hombres de distintos lugares de la provincia de Tarma liderados por el gobernador Francisco de Paula Otero. 
La cantidad de milicianos sumaba alrededor de 5000 entre nativos huancas, criollos y mestizos, otras fuentes señalan que eran 2000 milicianos y 10 000 o 12 000 indígenas en montoneras. En estas condiciones se dio, el 29 de diciembre de 1820 en el sitio conocido como Azapampa (ubicado al sur de la ciudad en el actual distrito de Chilca), el enfrentamiento en contra del ejército realista fuertemente armado y que contaba además con caballería y artillería. El resultado de este enfrentamiento fue trágico para los independentistas, se desató una carnicería despiadada de la que pocos milicianos huyeron.
Luego de obtenida la independencia, el Gobernador Provisorio José de Torre Tagle le confiere a Huancayo el Título de «Ciudad Incontrastable», el 19 de marzo de 1822, ratificándose este título por el gobierno provisorio de José de La Mar el 5 de febrero de 1828.
El general Simón Bolívar llega a este valle el mes de agosto de 1824, ya siendo Dictador Supremo del Perú. En su estadía premia a muchos héroes y brinda reconocimiento a los soldados patriotas, que ayudaron a la independencia total de los diferentes estados sudamericanos. También expulsa de la región a los frailes franciscanos del convento de Ocopa por considerarlos según su parecer «realistas recalcitrantes».

### Época republicana,sigloXIX
Después de la batalla de Yungay, donde ganó la expedición peruano-chilena a la Confederación Perú-Boliviana, durante la gestión del presidente del Perú, Agustín Gamarra, se realizó el congreso general de Huancayo que, teniendo como sede de sus reuniones la capilla de La Merced, elaboró y aprobó la Constitución Política de 1839. En aquellos años, Huancayo era descrito como una calle principal ancha y larga, donde se daba la feria, famosa hasta nuestros días, que estaba rodeada de buenas casas y comercios. En efecto, la existencia de la feria y su importancia con el carácter comercial de la ciudad y con la importancia del Camino Real como eje urbano de la ciudad se da desde su misma fundación.
En 1847 se inicia un proceso de creación de establecimientos para atender las necesidades de la comunidad con la creación en ese año de la Sociedad de Beneficencia de Huancayo  y la fundación del entonces llamado Hospital San Ramón (actual Hospital Docente Materno Infantil "El Carmen") que sería la primera institución de esa naturaleza en la ciudad.
El 31 de octubre de 1854, el Mariscal Ramón Castilla, en medio de los enfrentamientos caudillistas que caracterizaron las primeras décadas de vida de la nueva República, se enfrenta a José Rufino Echenique venciéndolo en la batalla del cerro de Cullcos (lomo de animal) llamado actualmente "Cerrito de la Libertad" ubicado al este de la ciudad. Castilla eligió la ciudad de Huancayo como sede de su gobierno, desde la cual decretó uno de sus más famosas disposiciones. El 3 de diciembre de 1854, en un inmueble ubicado en la antigua plaza del Comercio (hoy "Plaza Constitución" en la esquina de las calles Real y Giráldez, centro neurálgico de la ciudad) decretó la abolición de la esclavitud en el Perú así como el fin del tributo indígena. Dicho inmueble fue declarado Monumento Nacional por Ley N.º 12064. Sin embargo, debido a una ampliación del parque, fue demolido el año 1967.
Para 1861, la ciudad de Huancayo estaba dividida en cinco cuarteles y comprendía 132 manzanas, tres plazas (plaza Constitución, plaza Huamanmarca y la plaza de toros colindante a esta última y en la que hoy se levanta el edificio del Coliseo Municipal), dos iglesias (iglesia de la Santísima Trinidad, ya derruida, y la iglesia matriz que hoy es la catedral) y una capilla (capilla de La Merced). El 16 de noviembre de 1864, durante el gobierno del Presidente Juan Antonio Pezet, quien asumió la presidencia al morir Miguel de San Román; y por impulso del diputado jaujino José Jacinto Ibarra, se decretó la creación de la provincia de Huancayo, separando estos territorios de la provincia de Jauja a la que pertenecían hasta ese momento. Se separó, así mismo, a la ciudad de la hegemonía de la ciudad de Jauja y se dispuso que sea la capital de su provincia. Para 1876, luego del primer censo poblacional realizado en Huancayo se determina, que la provincia cuenta con 60,236 habitantes.

### Época republicana,sigloXX
En 1908 se completa el tramo La Oroya-Huancayo y llega a la ciudad el Ferrocarril Central que lo comunicaba directamente con la ciudad de Lima y un año más tarde se inician los trabajos de planeamiento urbano mediante la pavimentación de la plaza Huamanmarca. En 1928 se culmina la construcción del primer edificio de servicios públicos que sería el Mercado Central de Huancayo (actual Coliseo Municipal), el mismo que sirvió en esa función durante más de 40 años. El 15 de enero de 1931 según decreto de Luis Miguel Sánchez Cerro, Huancayo fue nombrada capital del departamento de Junín en reemplazo de la ciudad de Cerro de Pasco que en 1944 sería capital del departamento de Pasco creado ese mismo año. Este cambio, tal como lo señala la disposición legal que lo establece, se debió a que las condiciones geográficas de Cerro de Pasco impedían que los funcionarios pudieran ejercer cabalmente sus funciones debido a la altura de la misma lo que impedía que se establecieran centros de educación superior además que era perjudicial para los niños. A la vez, se justificó la elección de Huancayo con el hecho de que esta ciudad tenía mejores condiciones geográficas pero, también, que estaba mejor comunicada desde la llegada del ferrocarril central.  Este cambio generó el establecimiento en la ciudad de las oficinas gubernamentales de nivel departamental como la Prefectura del departamento y la Corte Superior de Justicia. Asimismo, la capitalidad departamental impulsó a que Huancayo se convirtiera en la ciudad más importante de la región central del país, condición que se fue consolidando durante el siglo XX. En 1940 la población de la ciudad creció a 137 932 habitantes en el cercado y 123 609 habitantes en el resto de la provincia.
En 1963, durante el primer gobierno de Fernando Belaúnde, se expidió la Ley N.º 14700 impulsada por el diputado aprista Alfredo Sarmiento Espejo que declaró de interés nacional la realización de diversas obras en la ciudad de Huancayo y el departamento de Junín creándose para ello impuestos específicos. Como consecuencia de esa ley se construyeron importantes obras en Huancayo como el centro cívico de Huancayo ubicado en la plaza Huamanmarca, los mercados modelo y mayorista, la Iglesia de la Inmaculada y el estadio Huancayo. Posteriormente, se generó una confusión al otorgar la autoría al senador por Junín Ramiro Prialé. En esa misma década se realizó otra transformación urbana mediante la demolición de toda la manzana ubicada al lado sur de la Plaza Constitución para ampliar esta hasta la avenida Giráldez.
En la década de 1980, Huancayo al igual que toda la región central del país, fue un centro de lucha antisubversiva contra las organizaciones terroristas de Sendero Luminoso y el MRTA. En la ciudad se registraron constantes enfrentamientos protagonizado por la Policía Nacional del Perú,  Fuerzas Armadas y esas dos facciones, las mismas que incluso se enfrentaban una a otra. El este de la ciudad se encontraba bajo el control de Sendero mientras que el oeste de la misma se encontraba bajo el control del MRTA. Entre los atentados más sonados durante esta época estuvieron el asesinato del alcalde en funciones Saúl Muñoz Menacho el 24 de julio de 1984, del exalcalde Félix Ortega Arce el 29 de marzo de 1987 y el atentado contra el entonces también alcalde en funciones Ricardo Bohórquez Hernández el 22 de enero de 1989.
En el año 1988 se capturó en la "Plaza Huamanmarca" al cabecilla del MRTA, Víctor Polay Campos. A partir del año 1992, a la par que en el resto del país, la  Policía Nacional del Perú y  las Fuerzas Armadas lograron desarticular el movimiento subversivo. Finalmente el 14 de julio de 1999, se logró la captura del último cabecilla de Sendero Luminoso Oscar Ramírez Durand, alias Feliciano, en la localidad de Cochas, anexo del distrito de El Tambo.

## Geografía
La ciudad de Huancayo se ubica en la parte central del Perú, en plena cordillera de los Andes. La cordillera muestra, en esta parte, tres sistemas bien diferenciados, una cordillera occidental, otra central y una oriental. La ciudad se ubica en medio de un valle entre las cordilleras occidental y central. El río Mantaro nace en el Lago Junín y recorre varios cientos de kilómetros hasta el Departamento de Huancavelica. Forma el Valle del Mantaro que se extiende desde el norte de la ciudad de Jauja hasta el distrito de Pucará en la provincia de Huancayo con un largo de unos sesenta kilómetros. Este valle es el más grande de la sierra del Perú y es uno de los de mayor producción agrícola del país.

### Ubicación
El centro de la ciudad está situada en pleno valle del Mantaro, en la margen oeste del río del mismo nombre y su centro histórico se encuentra entre las cuencas de los ríos Shullcas y Chilca junto a un pequeño afluente denominado río Florido y que hoy se encuentra entubado.
La conurbación que forma la ciudad de Huancayo se extiende principalmente sobre los territorios de los tres distritos metropolitanos: Huancayo, Chilca y El Tambo. Sin embargo, el área metropolitana de la ciudad se extiende por el norte hasta el distrito de San Agustín de Cajas y hacia el sur hasta los distritos de Huancán y Sapallanga que se encuentran en pleno desarrollo de la ciudad y son circunscripciones semirrurales que acogen a población inmigrante proveniente de los departamentos sureños de Huancavelica, Ayacucho, Apurímac y Cusco.[cita requerida]. Hacia el oeste, la conurbación cruza el río Mantaro y abarca no solo el distrito de Pilcomayo, sino también el distrito de Huamancaca Chico que pertenece ya a la provincia de Chupaca. Hacia el este, el crecimiento de la ciudad encuentra un límite natural constituido por los cerros de la cordillera central.
La ciudad se encuentra íntegramente atravesada de norte a sur por la Calle Real, el antiguo Qhapaq Ñan, que es la principal arteria de la ciudad y en ella se aglomera gran parte del movimiento comercial de ésta.

### Clima
Debido a su latitud (12° LS), Huancayo debería tener un clima cálido. Sin embargo, la presencia de la Cordillera de los Andes y la altitud de la ciudad (3250 m s. n. m.) causan grandes variaciones en el clima. Huancayo tiene un clima templado subhúmedo pero inestable durante todo el año, variando entre 28.º en los días más cálidos y -5.º grados centígrados en las noches más frías. La gran variación de las temperaturas hace que en la zona sólo se distingan dos estaciones, la temporada de lluvias desde octubre hasta abril (correspondiente a gran parte de la primavera y el verano) y la temporada seca de mayo a septiembre. Las temperaturas más bajas se registran en las madrugadas de los días de los meses de junio a agosto.
Las precipitaciones anuales son moderadas lo que contribuye a la fertilidad del valle huanca.
| Parámetros climáticos promedio de Huancayo, Junín                                                    | Parámetros climáticos promedio de Huancayo, Junín | Parámetros climáticos promedio de Huancayo, Junín | Parámetros climáticos promedio de Huancayo, Junín | Parámetros climáticos promedio de Huancayo, Junín | Parámetros climáticos promedio de Huancayo, Junín | Parámetros climáticos promedio de Huancayo, Junín | Parámetros climáticos promedio de Huancayo, Junín | Parámetros climáticos promedio de Huancayo, Junín | Parámetros climáticos promedio de Huancayo, Junín | Parámetros climáticos promedio de Huancayo, Junín | Parámetros climáticos promedio de Huancayo, Junín | Parámetros climáticos promedio de Huancayo, Junín | Parámetros climáticos promedio de Huancayo, Junín |
| Mes                                                                                                  | Ene.                                              | Feb.                                              | Mar.                                              | Abr.                                              | May.                                              | Jun.                                              | Jul.                                              | Ago.                                              | Sep.                                              | Oct.                                              | Nov.                                              | Dic.                                              | Anual                                             |
| --- | ------------------------------------------------- | ------------------------------------------------- | ------------------------------------------------- | ------------------------------------------------- | ------------------------------------------------- | ------------------------------------------------- | ------------------------------------------------- | ------------------------------------------------- | ------------------------------------------------- | ------------------------------------------------- | ------------------------------------------------- | ------------------------------------------------- | ------------------------------------------------- |
| Temp. máx. abs. (°C)                                                                                 | 35                                                | 30                                                | 28                                                | 25                                                | 28                                                | 27                                                | 25                                                | 26                                                | 29                                                | 30                                                | 32                                                | 34                                                | 35                                                |
| Temp. máx. media (°C)                                                                                | 19                                                | 18                                                | 17                                                | 16                                                | 16                                                | 16                                                | 15                                                | 15                                                | 16                                                | 17                                                | 18                                                | 20                                                | 16.9                                              |
| Temp. media (°C)                                                                                     | 12.6                                              | 12.5                                              | 12.3                                              | 12.2                                              | 11.4                                              | 10.3                                              | 10.2                                              | 11.3                                              | 12.5                                              | 13.1                                              | 13.1                                              | 12.7                                              | 12                                                |
| Temp. mín. media (°C)                                                                                | 9                                                 | 9                                                 | 9                                                 | 7                                                 | 5                                                 | 2                                                 | 3                                                 | 2                                                 | 5                                                 | 6                                                 | 8                                                 | 10                                                | 6.3                                               |
| Temp. mín. abs. (°C)                                                                                 | 3                                                 | 2                                                 | 0                                                 | -4                                                | -8                                                | -14                                               | -10                                               | -7                                                | -4                                                | -2                                                | 0                                                 | 2                                                 | -14                                               |
| Precipitación total (mm)                                                                             | 254                                               | 252                                               | 222                                               | 141                                               | 60                                                | 43                                                | 39                                                | 54                                                | 101                                               | 144                                               | 157                                               | 211                                               | 1678                                              |
| Fuente n.º 1: SENAMHI (http://www.senamhi.gob.pe/include_mapas/_dat_esta_tipo.php?estaciones=000477) |                                                   |                                                   |                                                   |                                                   |                                                   |                                                   |                                                   |                                                   |                                                   |                                                   |                                                   |                                                   |                                                   |
| Fuente n.º 2: climate-data.org                                                                       |                                                   |                                                   |                                                   |                                                   |                                                   |                                                   |                                                   |                                                   |                                                   |                                                   |                                                   |                                                   |                                                   |

## Demografía

### Población urbana
Según el Plan de Desarrollo Urbano 2015-2025 de Huancayo, el «Área Central Metropolitana de la Ciudad de Huancayo» comprende el espacio urbano conurbado y las zonas de influencia directa de los distritos de: San Agustín de Cajas, Pilcomayo, El Tambo, Huancayo, Chilca y Huancán. Según el INEI Huancayo se encuentra conformado por siete distritos: Huancayo, Chilca, El Tambo, Huancán, Huayucachi, Pilcomayo y Viques. En otros contextos temáticos se incluye también a distritos como Sapallanga, Sicaya y otros. Según el censo 2017, los 3 distritos céntricos albergaban 378 203 habitantes en ese año.
El corazón y parte antigua de la ciudad de Huancayo está conformada por 3 distritos con una población de 400 271 Habitantes en 2020.
| Pos   | Distrito | Población 2020 |
| ----- | -------- | -------------- |
| 1     | Huancayo | 124 294        |
| 2     | El Tambo | 175 725        |
| 3     | Chilca   | 100 252        |
| Total | Total    | 400 271        |

### Evolución demográfica
En los últimos años se ha verificado un fenómeno de inmigración masiva a la ciudad. La consolidación de Huancayo como la metrópoli más importante del centro del país ha acelerado la llegada de migrantes de los departamentos cercanos e incluso de otros alejados como Pasco, Huancavelica, Huánuco, Áncash, Cuzco y Apurímac. Este fenómeno hizo que la población de la ciudad aumente constantemente. 
La evolución de la población de Huancayo se puede observar en el siguiente gráfico:
| Gráfico de la evolución de la población de Huancayo entre 1972 y 2017 |
| --------------------------------------------------------------------- |
|                                                                       |
| Fuentes: Población 1993, 2007, Población 2014 (estimado)              |

## Crecimiento urbano
En los últimos años Huancayo vive el boom de la oferta inmobiliaria. Según información del Ministerio de Vivienda, Construcción y Saneamiento en noviembre del 2014, en Huancayo existía una oferta de 21 inmobiliarias entre conjuntos habitacionales, edificios residenciales y multifamiliares, urbanizaciones y condominios, ubicados en su mayoría en Huancayo distrito y El Tambo, y en menor número en Pilcomayo. Además, el gerente de Desarrollo Urbano y Territorial de la comuna huanca, refiere que desde hace 9 años Huancayo viene creciendo de manera desordenada, debido a que en el 2006 el plan urbano cumplió su vigencia.

## Política

### Gobierno provincial
La ciudad, como capital de la provincia homónima, se encuentra gobernada por la Municipalidad Provincial de Huancayo, que tiene competencia en todo el territorio de la provincia. No existe una autoridad restringida a la ciudad. En ese sentido, las municipalidades distritales de El Tambo, Pilcomayo, Huancán, Sapallanga, San Jerónimo, San Agustín, Sicaya y Chilca también tienen competencia en temas relativos a sus propios distritos.

### Gobierno regional
La ciudad, en su calidad de capital departamental, es sede del Gobierno Regional de Junín. Asimismo, cuenta con un prefecto con atribuciones políticas en el ámbito departamental. Finalmente, es sede también de las diferentes direcciones regionales de los ministerios que conforman la administración pública.

### Función judicial
Huancayo es sede de la Corte Superior de Justicia de Junín, ente rector del Distrito Judicial de Junín. De acuerdo a la organización judicial del país, en el territorio de la ciudad de Huancayo funcionan ocho juzgados de paz (dos pertenecientes al distrito de El Tambo y uno a San Jerónimo, cuatro al distrito de Huancayo, y uno a Chilca), diecisiete juzgados especializados (cuatro de familia, cinco civiles, siete penales y un laboral) y seis salas superiores (tres penales y tres mixtas).

## Salud
En Huancayo están los hospitales públicos que incluyen al Hospital Regional Docente Clínico Quirúrgico Daniel Alcides Carrión y al Hospital Regional Docente Materno-Infantil "El Carmen", los cuales están ubicadas a lo largo del área metropolitana de la ciudad. Asimismo, en la ciudad se encuentra el Hospital Nacional "Ramiro Prialé-Prialé" de nivel IV, perteneciente al seguro social EsSalud.

## Educación e investigación
La ciudad de Huancayo tiene varias instituciones educativas de todos los niveles de enseñanza, desde la educación inicial hasta programas de postgrado.

### Educación primaria y secundaria
En ese sentido, en la ciudad existe un total de 248 centros de educación inicial; de los cuales 121 se ubican en el distrito de El Tambo (34 públicos y 87 privados), 96 en el distrito de Huancayo y 31 en el distrito de Chilca (10 públicos y 21 privados).
En nivel primario existen en la ciudad 234 centros educativos; de los cuales 107 se ubican en el distrito de El Tambo (32 públicos y 75 privados), 100 se ubican en el distrito de Huancayo (28 públicos y 72 privados) y 27 en el distrito de Chilca (9 públicos y 18 privados).
Finalmente, en educación secundaria existen 127 centros educativos en la ciudad; de los cuales 57 se ubican en el distrito de El Tambo (17 públicos y 40 privados), 58 se ubican en el distrito de Huancayo (12 públicos y 46 privados) y 12 se ubican en el distrito de Chilca (2 públicos y 10 privados).
Entre los principales centros de educación secundaria de la ciudad se encuentran los colegios estatales Santa Isabel, María Inmaculada, Politécnico Regional Del Centro, Nuestra Señora del Rosario, Nuestra Señora de Cocharcas, José Carlos Mariátegui, Ramiro Villaverde Lazo y Mariscal Castilla, y entre los privados se encuentran los colegios: Colegio Andino, Ingeniería, Salesiano "Santa Rosa", Salesiano Técnico Don Bosco, Gelicich, María Auxiliadora, Claretiano, San Juan Bosco, San Pio X, entre otros.

### Educación superior
En el nivel superior, Huancayo acoge las siguientes universidades: 
| UNIVERSIDAD                                        | Reconocimiento por SUNEDU          | Sede en HUANCAYO |
| -------------------------------------------------- | ---------------------------------- | ---------------- |
| UNCP Universidad Nacional del Centro del Perú      | Reconocida por SUNEDU              | Sede principal   |
| Universidad Privada de Huancayo Franklin Roosevelt | Reconocida por SUNEDU              | Sede principal   |
| Universidad Peruana Los Andes                      | Reconocida por SUNEDU              | Sede principal   |
| Universidad Continental                            | Reconocida por SUNEDU              | Sede principal   |
| Universidad Privada Peruana del Centro             | ---                                | Sede principal   |
| Universidad Católica Los Ángeles de Chimbote       | Reconocimiento denegado por SUNEDU | Sucursal         |
| Universidad Alas Peruanas                          | Reconocimiento denegado por SUNEDU | Sucursal         |
| Universidad Tecnológica del Perú                   | Reconocida por SUNEDU              | Sucursal         |

Existen también 29 institutos superiores no universitarios ubicados en la ciudad, de los cuales 21 se ubican en el distrito de Huancayo (1 público y 20 privados) y los 8 restantes en el distrito de El Tambo (todos privados).

### Centros de investigación
En el pueblo de Huayao, distrito de Huáchac, provincia de Chupaca, a 15 kilómetros de la ciudad de Huancayo se encuentra el Instituto Geofísico del Perú. Asimismo, en el distrito de El Tambo, dentro del área urbana, se encuentra una filial del Centro Internacional de la Papa.

## Religión
El 2018 el papa Francisco nombró al arzobispo de Huancayo Pedro Barreto, como cardenal de la Iglesia Católica en el Vaticano, fue el primer arzobispo en ser elegido fuera de la ciudad capital.
La mayoría de ciudadanos se declara de la religión católica[cita requerida], con varias festividades costumbristas alrededor del Valle. Se puede afirmar que en todos los meses del año hay una fiesta costumbrista en Huancayo. Estas fiestas se caracterizan por estar vinculadas principalmente a un ícono religioso católico y por durar como mínimo tres días.[cita requerida] Durante las fiestas se realizan comparsas por las calles de la ciudad, dándose ocasionalmente varias de ellas a la vez en distintos puntos de la ciudad. Todas estas comparsas se acompañan con bandas de músicos que tocan los ritmos propios de la región.
Como la Fiesta Patronal más importante, está considerada la "Festividad en honor a la Santísima Trinidad"[cita requerida], en la que participan diversas danzas representativas del Valle del Mantaro, destacando la Negrería Wanka y la Morenada. Otras fiestas numerosas son, la fiesta del Señor de los Milagros de Huancayo, que recorre en procesión las calles de la ciudad en el mes de octubre bajo el mando de la Hermandad del Señor de los Milagros; la fiesta en honor a María Auxiliadora realizada en el mes de mayo con una novena y procesión por las calles del casco histórico, la cual está a cargo de los padres salesianos.

## Gastronomía

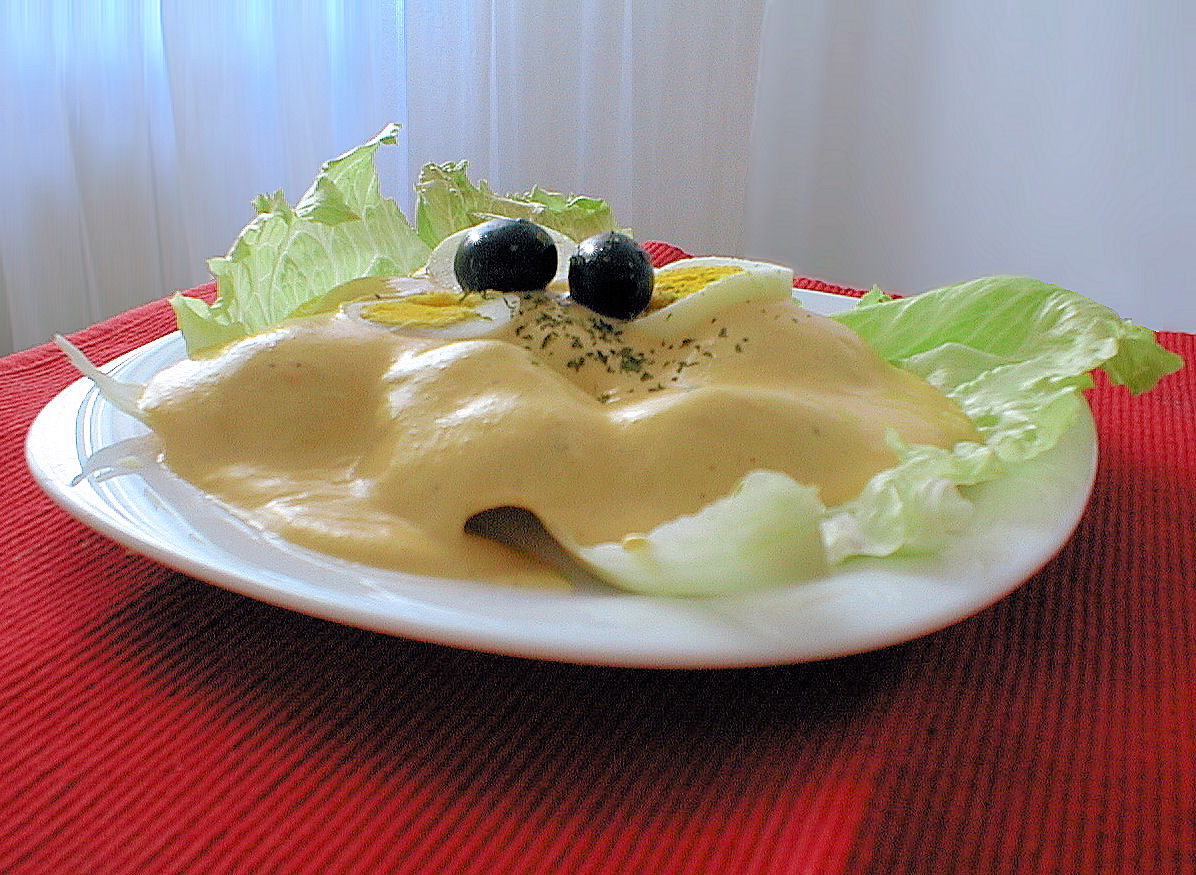
Papa a la huancaína.

Al igual que otras ciudades del Perú, Huancayo posee una diversidad de platos, bebidas y repostería gracias a situarse en el fértil valle del río Mantaro.
- Pachamanca (plato originario de Huancayo)
- Sopa verde (las hierbas hervidas en el caldo, en Cerro de Pasco se sirve fuera del plato)
- Picante de Cuy
- Chicharrón colorado
- Mondongo
- Carnero al Palo
- Papa a la huancaína
- Huallpa Chupe
- Ceviche de trucha
- Yuyo o Shita
- Mazamorra de calabaza

## Turismo
Sus principales atracciones llegan a ser la labor de sus artesanos y el turismo paisajístico recreativo, las ferias semanales etc..

### Atractivos turísticos de la ciudad

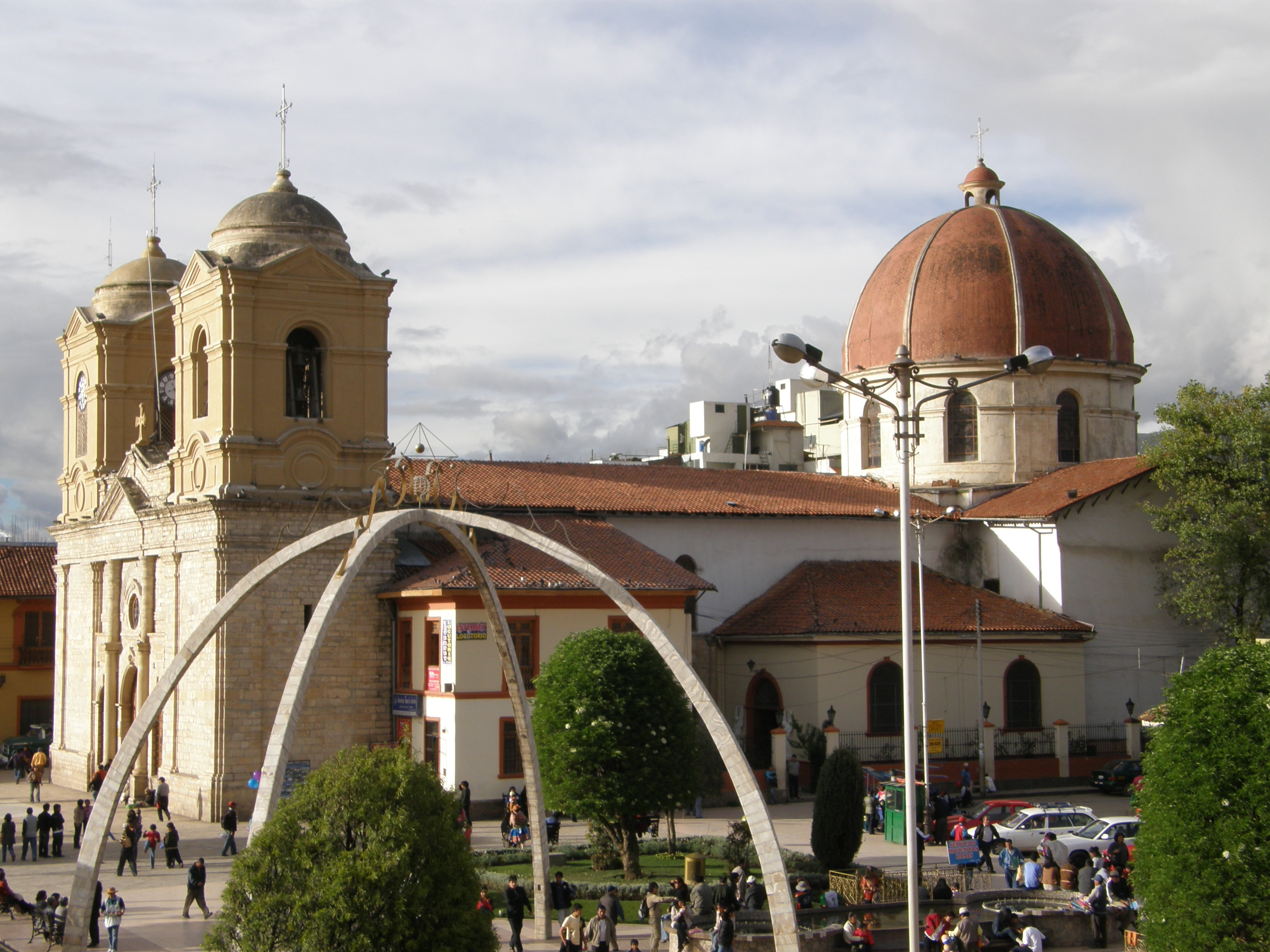
Catedral de Huancayo.

- Catedral de Huancayo. Este templo, conocido en sus inicios como Templo Matriz, fue construido en un terreno que donaron vecinos notables.[21]
- Capilla de La Merced. Considerada Monumento Histórico Nacional, por ser uno de los pocos vestigios de la colonia que se conserva. En ella se reunió el Congreso Constituyente en 1839. En su interior puede apreciarse una gran colección de pintura de la escuela cusqueña.
- Cerrito de la Libertad. Un mirador natural desde donde se tiene una visión panorámica de la ciudad. Tiene un zoológico de sitio en refacción.
- Torre Torre. A un kilómetro del Cerrito de la Libertad. Conjunto geológico de enormes torres de tierra arcillosa, moldeadas por acción del viento y de las lluvias.
- Feria Dominical de Huancayo. Ubicada en la avenida Huancavelica, larga de más de dos kilómetros, se proponen productos artesanales, industriales y agropecuarios.
- Parque de la Identidad Huanca. Atractivo parque con motivos de la Cultura Wanka.
- Restos Arqueológicos de Huarivilca.
- Museo Salesiano Vicente Rasetto. Museo de historia natural y mineral de la región y el país, ubicado en el Colegio Salesiano Santa Rosa.
- La Colombina. Hacienda club ubicada al sur de Huancayo.

### Atractivos turísticos cerca de la ciudad
Se puede tomar como punto de partida para visitar el Convento de Ocopa, la Cordillera de Huaytapallana, Bosque dorado, la Laguna de Paca, el Criadero de Truchas de Ingenio y la Laguna de Ñahuimpuquio, todas situadas entre 5 y 50 km de la ciudad de Huancayo.

### Infraestructura turística
Debido a la afluencia de turistas, Huancayo y el Valle del Mantaro han mejorado su infraestructura hotelera, completada con numerosos hostales, posadas, villas y hospedajes.

## Arte y cultura

### Museos
- Museo Salesiano Vicente Rasetto del Colegio Salesiano «Santa Rosa»
- Museo de la Memoria
- Museo y restos arqueológicos de Huarihuilca
- Museo Antropológico de la Cultura Andina - UNCP
- Museo de Arqueología Catalina Huanca

### Música

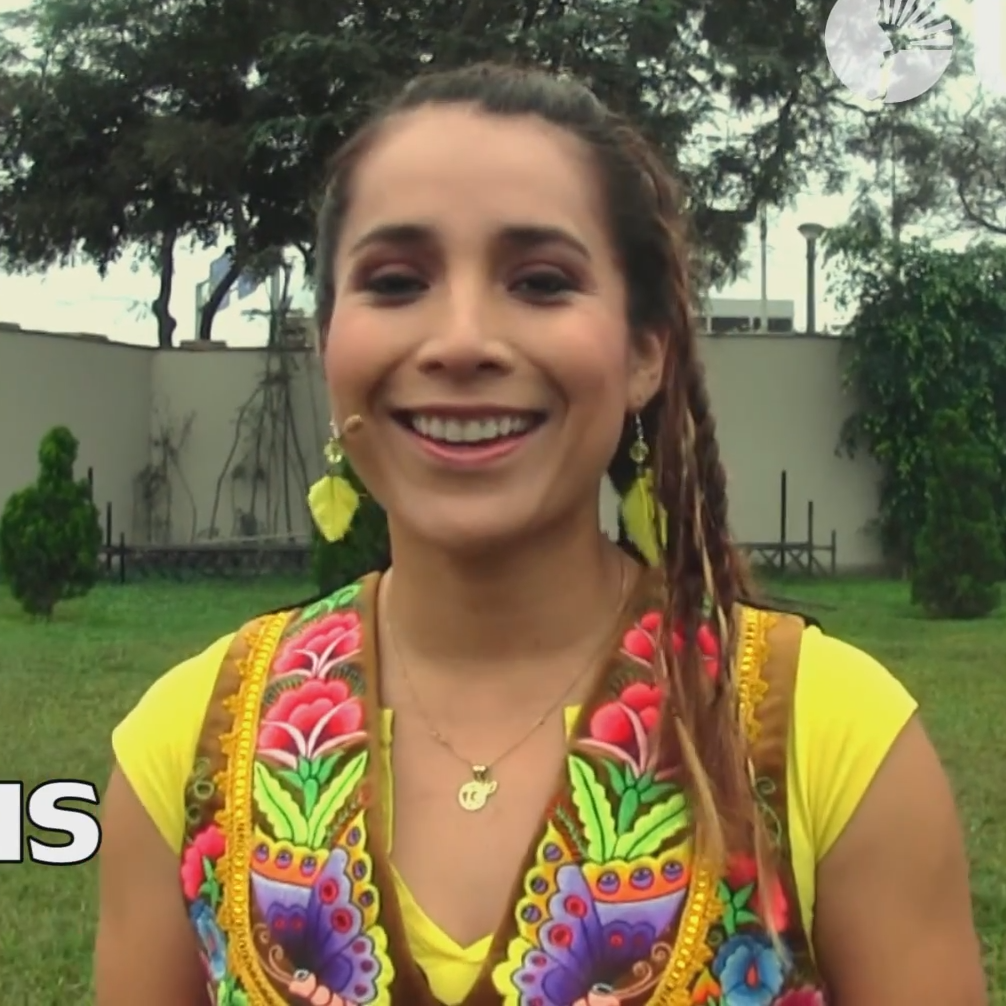
Damaris es una de las exponentes de la cultura andina con la música latinoaméricana

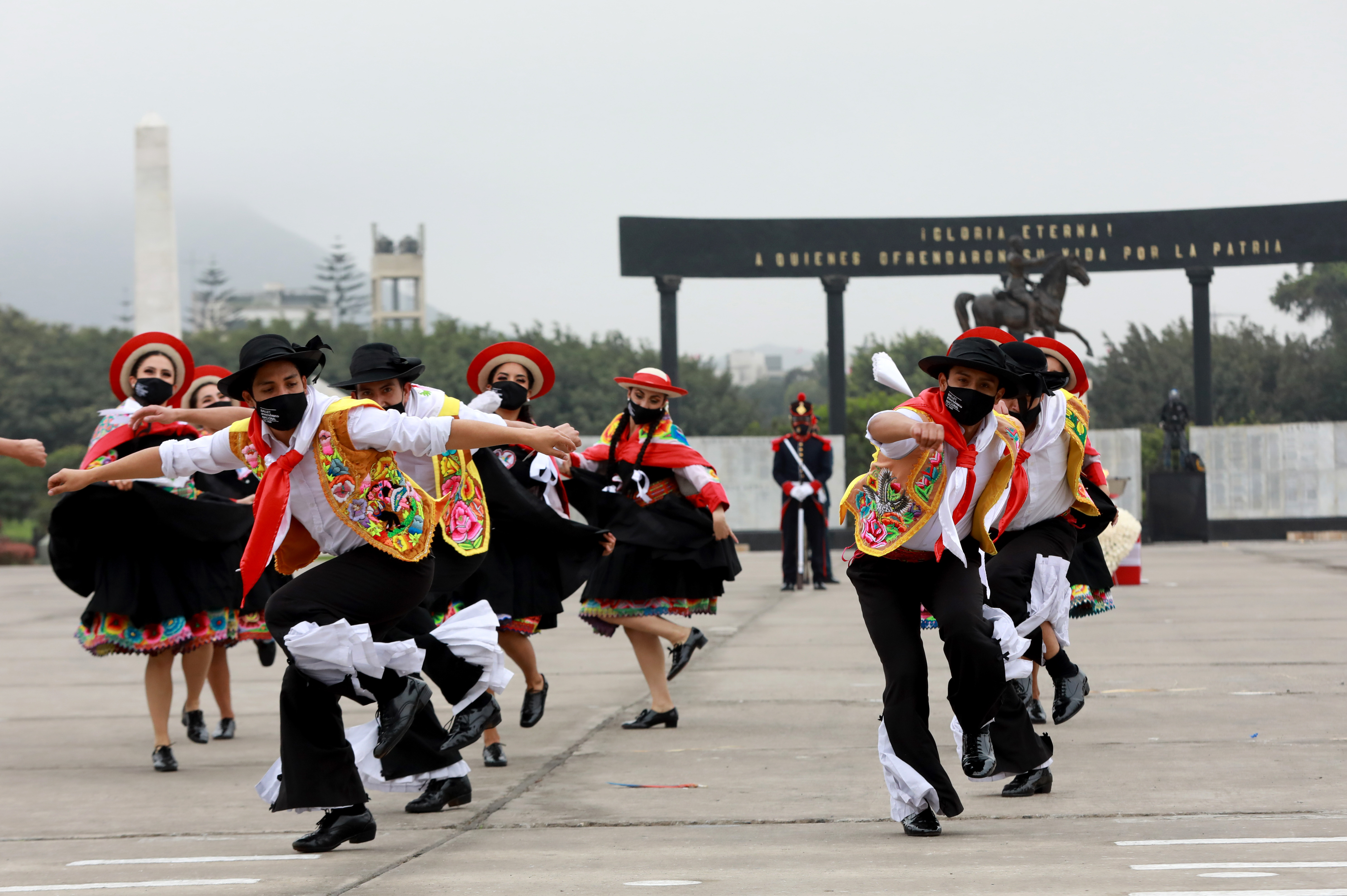
Huaylarsh, folklore huanca

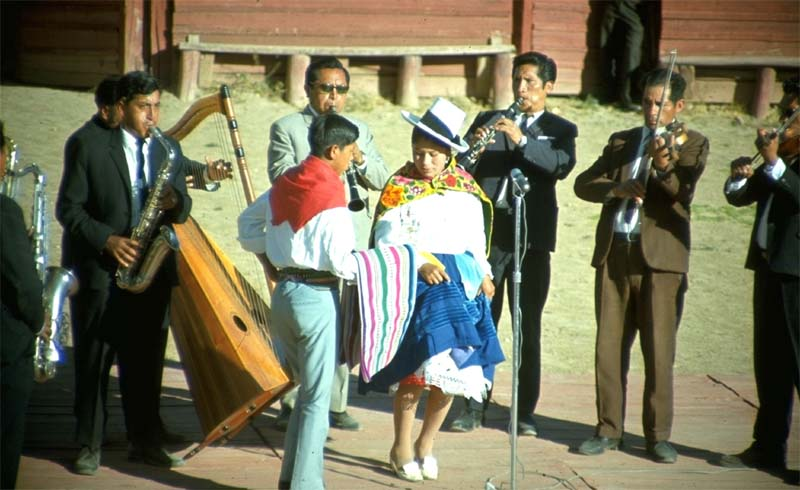
Huayno, folklore huancaíno

El valle del Mantaro es una región de múltiples costumbres y expresiones culturales donde la música ocupa un lugar importante en la vida cotidiana del poblador. En Huancayo, la música es fruto de la influencia directa principalmente de pueblos indígenas como los Huancas y de posteriores corrientes musicales ajenas a la zona que terminaron fusionándose con las locales adquiriendo una nueva identidad. Expresiones musicales como el Huaylarsh, el Santiago, las mulizas y los huaynos figuran entre las más importantes. El Huaylarsh que originalmente contaba con un valor tradicional y de comunión con la tierra, fue evolucionando hasta adquirir un estatus moderno que fue creación del compositor Zenobio Dagha Sapaico (originario del pueblo de Chupuro) con su Orquesta Típica Juventud Huancaína. Los grandes exponentes del huayno huanca son Flor Pucarina, Picaflor de los Andes, Francisco "Panchito" Leytth Navarro (Estudiantina Perú), Dúo Caballeros de Huancayo, Emilio y Máximo Alanya, Alondra Huanca, Hermanitas Palomino Callirgos, Hermanos Galván, Dúo Huancayo, Dúo Las Golondrinas, Raúl Yauri Gonzáles, Hermanas Zevallos, Zorzal Negro, Edilberto Páucar Camargo, Zenon Ricse, Dúo Mixto Huancayo, Trinitaria del Valle, Dúo Mantaro, Néstor Chávez Calderón, Paulino Torres Torres, Flor de Huancayo, Angélica Quintana Salvador; y otros intérpretes no nacidos en la tierra huanca, como Flor de la Oroya (de Lima), el Cazador Huanca (de Cajamarca), Eusebio Chato Grados (de Pasco), Amanda Portales (de Lima), Irene del Centro (de Yauyos), Flor Sinqueña (de Jauja), entre otros.

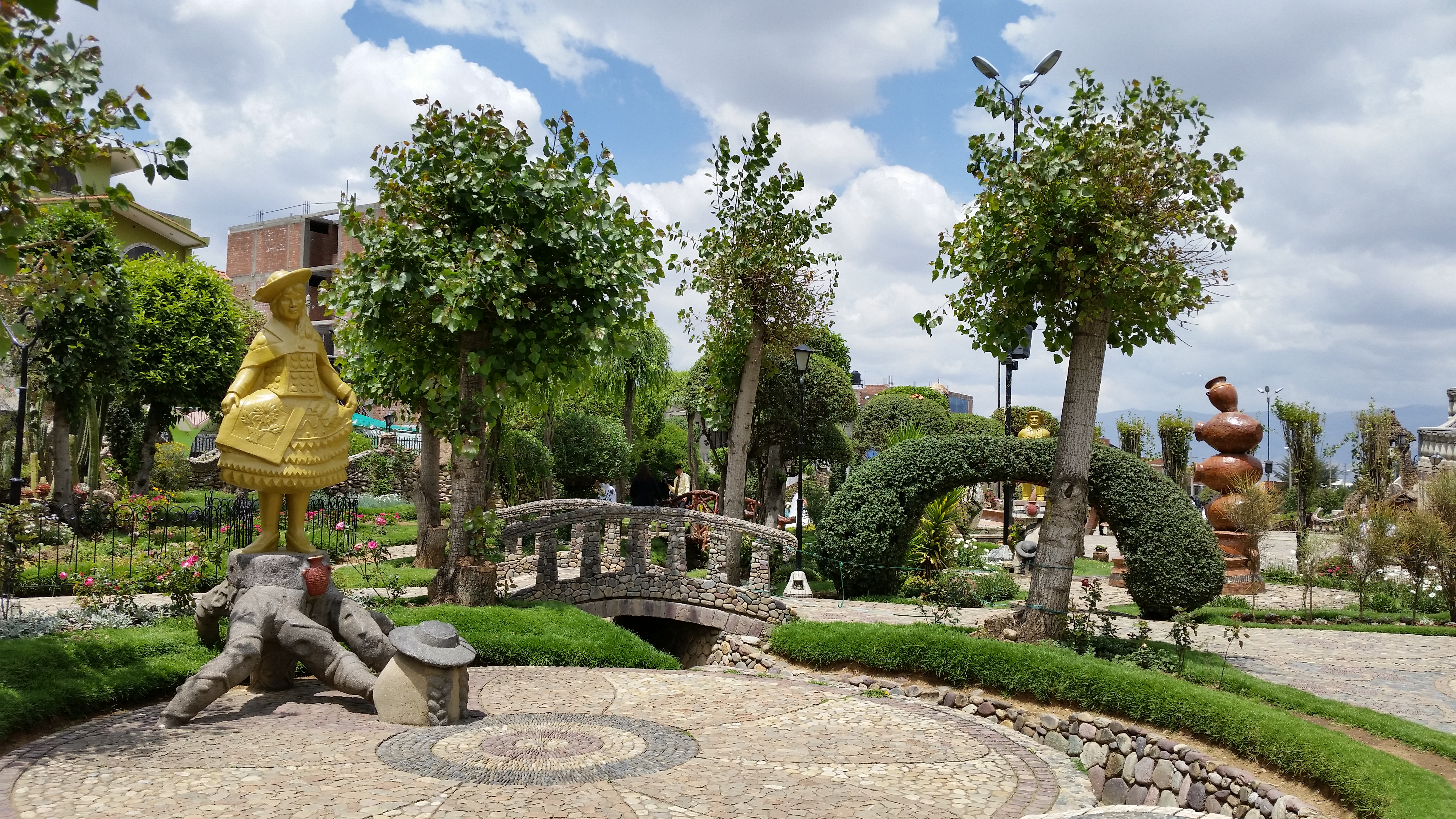
Monumento de Flor Pucarina en el Parque de la Identidad Huanca

A su vez, proliferaron un sinnúmero de orquestas típicas donde destacan los Ases de Huayucachi (de Javier Unsihuay Bello), Orquesta Aurora Andina (de Carlos Baquerizo Castro), Rebeldes de Huancayo (de Harmudio de la Cruz Grande), Sensación del Mantaro (de Juan López Ávila), Juventud Huayucachina (de Agustín Unsihuay Tovar), Compadres de Huancayo (de Jacinto Unsihuay Carhuallanqui), Romanceros de Huancayo (de Clodoaldo Porta Siuce), Alegres de Huancayo (de Andrés Cordova Mayta), Ases de Huancayo (de Agustín Gaspar Unsihuay) y Los Engreídos Olímpicos de Huancayo (de Aurelio Miranda Quispe).
En Huancayo también se gestó la denominada Cumbia Tropical Andina o "Chicha", gracias al aporte primigenio del compositor Carlos Baquerizo Castro con su tema "La Chichera" en 1965. Grupos como Los Shapis, Los Ovnis, Grupo Alegría, Vico y su Grupo Karicia, Los Wankas, Alin y su Grupo Markahuasi, Los Diamantes de Huancayo, Los Doberman's, Grupo Mantaro, Grupo Sentimiento, Los Muky's, Los Amautas de Huancayo, Grupo Mida, Grupo Armonía de Huancayo, Los Archis o el Grupo Imaginación consolidaron este movimiento musical durante la década de 1980, empezando en la ciudad de Huancayo para luego dar el salto a la capital y posteriormente a nivel nacional.
Debido a su cercanía a Lima y a la herencia de todo lo que posibilitó el Ferrocarril Central, la cultura del rock llegó tempranamente a Huancayo, la cual se manifestó principalmente a través de grupos como Los Datsun's de Claudio Huanca y La V Rebelión de César Candiotti, que llegaron a destacar a nivel nacional. Otros exponentes del rock huanca fueron Sugar Bee, Los Zinders, Andy Panda I y II, Gran Trío Rock, Old Sugar, Los Fracks, Los Sichers, Speed 66, Scorpions, Los Gatos Negros y El Sonido Joven.
En los últimos años, nuevos artistas reivindicaron la música huancaína y la tradición presente en ella como Haydée Raymundo, Susan del Perú, Lucero del Alba, Pío Altamirano, Marco Antonio Moreno, Angélica Gómez, entre otros. Dentro de la música andina contemporánea se tiene a exponentes como K'jantu Perú, Kishuar, Signnos, Surandino, Andú, Mashua, Ébano, Jakuy, Wanka Son, Orígenes, Killaris, Illari, Ramak y Sara; mientras que su corriente alternativa y pop tiene a artistas como Damaris, Paul Bauer y Ruby Palomino. En la actualidad, la ciudad goza de una creciente escena musical independiente que empieza a abrirse camino en el centralizado panorama nacional.
Desde el 2021, Huancayo es parte de la Red de Ciudades Creativas de la Unesco, en la categoría de música.

### Feria internacional del libro
La Feria Internacional del Libro de Huancayo se realiza todos los años desde el 2009.

### Artes plásticas
Se destaca la obra del pintor huancaíno Guillermo Guzmán Manzaneda.

## Monumento histórico del Perú
El 26 de abril de 1989 se publicó en el Diario Oficial El Peruano la Resolución Jefatural N.º 009-89-INC/J que declara como Monumento histórico nacional la Zona Monumental de Huancayo. Esta zona es un área aproximada de 97 hectáreas comprendida entre la avenida Huancavelica por el Oeste, la calle Ayacucho hacia el norte, la calle Pachitea hacia el este y la calle Angaraes hacia el sur.
Asimismo, dentro del área urbana existen diversos inmuebles que fueron declarados como monumentos debido a su importancia histórica y cultural en la vida del Perú. Algunos como la casa donde se decretó la abolición de la esclavitud fueron demolidos a pesar de tener dicha calificación pero la gran mayoría sigue en pie aunque en un estado de deterioro. Entre estos inmuebles destacan la Iglesia de La Merced, donde se firmó la Constitución de 1839, el edificio del antiguo Hotel Palermo en plena plaza Constitución, o las casas del poeta Juan Parra del Riego y del pintor Guillermo Guzmán Manzaneda.

## Deportes

### Fútbol
Al igual que el resto del país, el deporte más practicado en la ciudad de Huancayo es el fútbol. Durante el año se organizan varios campeonatos de ligas menores así como intercolegiales. El equipo más tradicional de la ciudad es el Deportivo Junín, el mismo que fue disuelto en el año 1991 luego de que se descubriera que simularon varios partidos por el campeonato profesional de ese año, actualmente compite en la Copa Perú. Otro equipo histórico es el Huancayo Sporting Club que fue 22 de mayo de 1911, fue reconocido Patrimonio del Deporte Wankca por el Congreso de la República del Perú.[cita requerida]
Desde el 2009, Huancayo tiene un equipo participando en la primera división. Sport Huancayo, que había ganado la Copa Perú la temporada anterior, ascendió a la máxima categoría del fútbol peruano.
| Clubes de Fútbol       |                         |                  |                  |
| Equipo                 | Fundación               | Estadio          | Liga             |
| Deportivo Junín        | 27 de noviembre de 1962 | Estadio Huancayo | Copa Perú        |
| Huancayo Sporting Club | 22 de mayo de 1911      | Estadio Huancayo | Copa Perú        |
| Ramiro Villaverde      | 22 de julio de 1970     | Estadio Huancayo | Copa Perú        |
| Sport Huancayo         | 07 de febrero de 2007   | Estadio Huancayo | Primera división |

### Atletismo
Huancayo se caracteriza por su gran número de fondistas (atletas de carreras de fondo como maratón, semi -maratón, marcha atlética)  habiendo tenido varios atletas campeones nacionales, sudamericanos y mundiales y que además representaron al Perú en varios Juegos Olímpicos. 
Anualmente, el estadio Huancayo acoge la llegada de la Maratón Internacional UPLA y la Marathon de Los Andes. La partida es al sur de la ciudad de Jauja y la llegada es el estadio ubicado en el corazón de la ciudad de Huancayo. Esta competencia es el evento deportivo más importante que se lleva a cabo en la ciudad.
Destacan los atletas Cristhian Pacheco, Kimberly García bi-campeona mundial de marcha atléticay Luz Mery Rojas. A Huancayo llegan deportistas desde Huancavelica y Cerro de Pasco para el Programa Nacional de Maratonistas.

### Escenarios deportivos
- El principal recinto deportivo para la práctica del deporte es el estadio Huancayo, propiedad del Instituto Peruano del Deporte (IPD), es el recinto donde los equipos huancaínos juega sus partidos de local. Fue inaugurado en 1962 y cuenta con una capacidad para 20.000 espectadores.
- Otro escenario es el estadio Mariscal Castilla con capacidad para 7000 espectadores, el recinto es usado por clubes que participan en la Copa Perú.
- El Coliseo Wanka es para la práctica de voleibol, básquetbol, etc.

## Transportes
El transporte dentro de la ciudad se da únicamente por automóviles. El número de microbuses es reducido ya que el grueso del transporte se realiza por medio de las camionetas "combi" y los colectivos, los últimos son líneas de automóviles de cinco asientos (contando el del conductor) que reciben cuatro pasajeros. También existen taxis registrados por la Municipalidad. Casi el íntegro del transporte se da de norte a sur (desde el distrito de Huancan hacia San Agustín de Cajas y El Tambo), además de las rutas de este a oeste (Uñas, Palián, San Carlos, Pilcomayo y Chupaca).
A diferencia de varias ciudades del interior más cálidas (Iquitos, Pucallpa) o más frías (Juliaca, Puno) que Huancayo, se utiliza escasamente los mototaxis, que tienen poca acogida debido principalmente a que estos vehículos son muy inseguros para el tráfico de la ciudad.

### Puentes
Hasta el año 2019, la única vía de cruce del río Mantaro era el Puente Breña que unía los distritos de El Tambo y Pilcomayo y servía como una de las dos principales vías de salida de la ciudad hacia la ciudad de Lima. El segundo puente sobre el río Mantaro se inauguró el 2019, Puente Comuneros I de 480 metros de longitud a través de la avenida Leoncio Prado que une el distrito de Chilca con el distrito de Huamancaca.
Actualmente están bajo construcción otras dos vías de cruce del río Mantaro, el Puente Comuneros II y el Puente La Cantuta, puentes que buscan ser alternativa al puente Breña y el actual Comuneros.

### Autovías
Ubicada a poco menos de 300 kilómetros de la ciudad de Lima, Huancayo se encuentra comunicada a esa ciudad por la Carretera Central, principal vía de penetración del centro del país que une los departamentos de Lima, Junín, Huancavelica, Ayacucho, Pasco, Huánuco, San Martín y Ucayali. El trayecto del viaje se hace en un lapso de entre cinco y ocho horas, dependiendo de las condiciones climáticas y de tráfico. Huancayo es punto de paso obligatorio para los vehículos que viajan a Huancavelica. Desde Cañete se puede llegar por la sierra de Yauyos.

### Ferrocarril
El Ferrocarril Central del Perú, Huancayo-La Oroya-Lima, y bifurcación La Oroya-Cerro de Pasco; llegó a Huancayo el 1908 y fue hasta el 2006 el más alto del mundo; ahora es el segundo. Esta vía férrea es de ancho de vía (trocha) estándar, es decir, de 1435 mm. 
Desde el año 1990 los viajes en tren fueron limitados únicamente a la minería. Sin embargo, en los últimos años se programan con gran intervalo ciertos viajes turísticos que utilizan la vía férrea hacia Huancavelica. Esta vía de comunicación supo vencer la difícil geografía de la Cordillera de los Andes, facilitando el paso a través de ella y el transporte de personas y recursos. 
El Ferrocarril Huancayo - Huancavelica, sigue siendo de trocha angosta.

### Transporte aéreo
A 45 km al norte, el Aeropuerto Francisco Carlé ubicado en la ciudad de Jauja, recibe vuelos diarios de LATAM Perú y Sky Airline Perú con vuelos con destino a Lima que es, hasta mayo del 2024, su único destino. El siguiente aeropuerto más cercano es el de Lima Aeropuerto Internacional Jorge Chávez, ubicado a unos 300 kilómetros.

## Ciudades hermanadas
- Sweetwater (Florida), Estados Unidos, (desde 2008).[57]
- Cochabamba, Bolivia, (desde 2016).[58]
- Guadalajara, México
- Londres, Reino Unido
- Lima, Perú
- Cajamarca, Perú
- Turín, Italia
- San José, Costa Rica
- Auckland,Nueva Zelanda
- Santiago, Chile
- El Paso, Estados Unidos
- Sacramento, Estados Unidos
- Calgary, Canadá